# Josefina Fernández
María Josefina Fernández Cintolesi es una periodista y guionista chilena.

## Biografía
Comenzó como periodista en el programa Plaza Italia del canal Rock & Pop. Después de trabajar en varios medios de comunicación realizó en 2004 un curso de guiones en la Universidad Complutense de Madrid.
Desde ese entonces ha trabajado junto a Pablo Illanes en la película Radio Corazón y las telenovelas de Televisión Nacional de Chile Versus (2005), Alguien te mira (2007) y ¿Dónde está Elisa? (2009). Publicó un cuento en la antología MP3.

## Telenovelas

### Historias originales
- Último año (2012)
- La Poseída (2015)
- Dime con quién andas (2022)

### Guiones
- Versus (2005) - Original de Pablo Illanes
- Floribella (2006) - Adaptación de Pablo Illanes
- Alguien te mira (2007) - Original de Pablo Illanes
- ¿Dónde está Elisa? (2008) - Original de Pablo Illanes
- Mujeres de lujo (2009) - Original de Coca Gómez
- El laberinto de Alicia (2010) - Original de Nona Fernández
- Reserva de familia (2011) - Adaptación de Pablo Illanes
- Socias (2012) - Adaptación de Rodrigo Bastidas
- Perdona nuestros pecados (2016-2017) - Original de Pablo Illanes
- Demente (2020) - Original de Pablo Illanes

## Series

### Historias originales
- Los archivos del cardenal (2011, 2014)

### Guiones
- Prófugos (2010, 2012) - Original de Pablo Illanes
- El bosque de Karadima (2015)

## Premios
- 2012: Premio Altazor en la categoría Guion de TV por Los archivos del cardenal (ex aequo)[1]
- 2008: Premio Altazor en la categoría de guion de TV por Alguien te mira (ex aequo)[2]